# Rio (film)
 For alternative betydninger, se Rio. (Se også artikler, som begynder med Rio)
Rio (også markedsført som Rio: The Movie) er en 3D-animeret film, og  er den sjette film lavet af Blue Sky Studios. Filmen er instrueret af Carlos Saldanha og skrevet af Don Rhymer. Stemmerne til filmens figurer i den originale version er dubbet af Jesse Eisenberg, Anne Hathaway, Rodrigo Santoro, Bebel Gilberto, Jamie Foxx, will.i.am, Tracy Morgan, George Lopez, Jake T. Austin, Leslie Mann, Jemaine Clement, Wanda Sykes og Jane Lynch.

## Baggrund
Under udviklingen er Rio blevet betragtet som Fødslen af et brasiliansk-drømmeprojekt. Saldanha rapporterede at filmen vil være mere musikalsk end hans komiske Ice Age-film.

## Handling
Blu er en sjælden blå Ara som bor i en boghandel i Moose Lake i Minnesota, og er den sidste af hans slags. Forskerne finder ud af, at der er en anden papegøje af arten i Sydamerika hunaraen Jewel, så Blu og hans ejer Linda tager ud til Rio de Janeiro for at finde Jewel. Imens konfronterer Blu sin frygt for at flyve for at kunne vinde Jewels hjerte. Undervejs bliver de kidnappet af en krybskytte, der vil sælge Blu for en formue. Efter at de sluppet væk, forsøger de at undgå krybskytten og hans kæledyr Nigel med hjælp fra Rafael, som er en klog Toco Tukan, Buldoggen Luiz, Flora en lyserød skestork, Fernando en teenagerdreng, Pedro en rødhovedet kardinal og Nico en lille gul kanariefugl med en kapsel som en hat. 

## Medvirkende
- Jesse Eisenberg – Blu, en blå papegøje
- Anne Hathaway – Jewel, en anden blå papegøje
- Leslie Mann – Linda, Blus menneskelige ejer
- George Lopez – Tukanen Rafael
- Rodrigo Santoro – Tulio, en forsker som studerer fuglene, og er forelsket i Linda
- Jamie Foxx – Kanariefuglen Nico
- Jemaine Clement – Den gultoppede kakadue Nigel
- will.i.am – Kardinalen Pedro
- Jake T. Austin – Teenagerdrengen Fernando
- Gracinha Leporance – Dr. Barbosa
- Jason Fricchione – Lastbilschauffør
- Francisco Ramos – Mauro, den kongelige tyvagtige silkeabe
- Carlos Ponce – Marcel
- Bernardo de Paula – Kipo og Sylvio
- Jane Lynch – Sparkie
- Chavo Vaynér – Woodpecker
- Wanda Sykes – Flora
- Tracy Morgan – Buldoggen Luiz

Danske stemmer
- Andreas Bo – Blu
- Johanne Louise Schmidt – Jewel
- Regitze Glenthøj – Linda
- Casper Sloth - Tulio
- Thomas Corneliussen – Rafael
- Martin Buch – Nico
- Rasmus Botoft – Pedro
- Nadim Mahmoud - Fernando
- Pilou Asbæk - Luiz
- Chresten Speggers-Simonsen – Nigel
- Johannes Lassen - Mauro
- Jette Sievertsen - Eva
- Jette Sievertsen - Flora
- Johanne Louise Schmidt - Sparkie
- Tom Jensen - Marcel
- Mads Knarreborg - Tipa
- Casper Crump - Armando
- Niels Bender Mortensen - Silvio
- Thomas Mørk - Portvagt
- Jette Sievertsen - Dr. Barbosa
- Liva Julie Smidt - Lille Linda
- Vibeke Dueholm - Turist Dame
- Clara Oxholm - Fanget Fugl
- Joachim Jørgensen - Tukan unge 1
- Clara Kraft - Tukan unge 2

## Markedsføring
Traileren til filmen blev vist den 20. maj 2010 og havde premiere dagen efter, at Shrek Den Lykkelige havde premiere. Traileren blev også vist i biograferne med udvalgte scener til filmene Toy Story 3, Knight and Day, Despicable Me, Alpha and Omega og Megamind. Den første filmplakat til filmen blev lanceret 4 måneder senere. En ny trailer blev lanceret online den 8. december 2010 og blev også vist sammen med trailerne for filmene Tron: Legacy, The Chronicles of Narnia: The Voyage of the Dawn Treader, Gulliver's Travels, Yogi Bear, og Gnomeo & Julie. Den sidste trailer blev vist sammen med trailerne til filmene Rango og Diary of a Wimpy Kid: Rodrick Rules, og traileren vil blive lagt ud på YouTube den 2. april 2011.
Den 27. januar 2011 annoncerede Rovio Mobile et partnerskab med 20th Century Fox for at promovere filmen, hvilket førte til at spillet Angry Birds Rio kom til iOS, som blev udgivet i marts 2011 på App Store med 50 niveauer. Rovio har planer om at frigive flere niveauer i 2011. En hentydning til Angry Birds Rio var der i Angry Birds, hvis man fandt den hemmelige kode i en reklame for filmen under Super Bowl XLV, hvor Rovio sagde at seerne skulle finde en kode ved at studere reklamen billede for billede indtil, at det fandt koden. McDonalds udgav en serie happy-meal legetøj baseret på filmen tæt op af filmens premiere i USA den 15. april 2011. Den 18. marts 2011 udgav Taio Cruz en musikvideo og en sang på youtube som er en del af filmens soundtrack, som hed Telling The World. Filmen havde premiere den 22. marts 2011 i en Cinépolis biograf i bydelen Lagoa i Rio De Janeiro. Premieren blev overværet af Carlos Saldanha, Anne Hathaway, Jesse Eisenberg, Jamie Foxx, Rodrigo Santoro, Sérgio Mendes, will.i.am, Bebel Gilberto, Taio Cruz, Carlinhos Brown og Jemaine Clement.
Et computerspil baseret på filmen vil blive udgivet den 12. april 2011 af THQ til Playstation 3, Wii, Xbox 360 og Nintendo DS. Spillet kommer til at have en partygenre lidt ligesom Mario Party-serien. 